# Opice
Opice (též vyšší primáti, antropoidi, antropoidní primáti; lat. Simiiformes, Anthropoidea) je infrařád náležející do vyšší taxonomické jednotky podřádu Haplorhini, od kterého se odlišuje tím, že neobsahuje čeleď nártounovitých.

## Rozšíření
Infrařád opic je rozdělen na tzv. opice novosvětské a opice starosvětské. Novosvětské žijí v tropech a subtropech ve Střední a Jižní Americe, nejčastěji v amazonském rozvodí. Většina z nich přímo v hustých a dobře úživných lesích, ale některé druhy i vysoko v Andách, kde teplota klesá až k 5 °C. Starosvětské jsou domovem v Africe, a to od tropických lesů přes subtropy až po okraje savan a horské oblasti Etiopie a pohoří Atlas, dále žijí na Indickém poloostrově a hlavně v tropické Jihovýchodní Asii. Jeden druh, makak magot (někdy také makak bezocasý) obývá i skalnatá území Gibraltaru na nejjižnější výspě Evropy.

## Stručná historie
Zkoumání historie vzniku primátů vede až do období před 60 mil. let do pozdního paleocénu, kdy se objevují první primáti z prapředků řazených do podřádu Adapiformes, tehdy se začínají souběžně vyvíjet poloopice, nártouni i vyšší primáti. Z období před 40 mil. let z středního eocénu jsou již fosilní nálezy archaických vyšších primátů, kteří se pak rozdělují na nártouny a opice. Na rozhraní paleogénu a neogénu, přibližně asi před 25 mil. let, dochází k oddělování Jižní Ameriky od Afriky a od té doby se opice i nártouni starosvětští i novosvětští začínají vyvíjet odděleně. Nártouni v Americe vymizeli, opice se naopak rozrůznily do mnoha druhů a čeledí, dostaly pojmenování ploskonosé, opice v Asii a Africe se jmenují úzkonosé. Starosvětské opice se v období pozdního miocénu objevují také v jihovýchodní Asii. Fosilie rodu Mesopithecus byly na území čínské provincie Jün-nan objeveny v sedimentech starých 6,4 milionu let.

## Popis
Bude zde záměrně[ujasnit] vynechán popis vzhledu a chování rodu Homo, tj. člověka. Přesto popsat zjednodušeně chování a vzhled opic je téměř nemožné, takový kosman zakrslý měří asi jen 15 cm a naopak samec gorily měří 175 cm a váží až 200 kg. U některých rodů je veliký pohlavní dimorfismus, kdy je samec mnohem větší (orangutan), nebo jinak vybarvený (pavián pláštíkový, kahau nosatý). Jsou opice zcela adaptované na noční obstarávaní potravy (mirikinovití), ostatní jsou výhradně denní živočichové. Některé tráví téměř celý život ve větvích stromů, kde se živí listím nebo plody, a na zemi slézají jen v nejnutnějším případě nebo při přesunu za potravou (malpovití), jiné zase hledají potravu na zemi (plody, semeny, listy, kořínky, drobné živočichy) převážnou část dne, na stromy vylézají jen k odpočinku a spánku (paviáni).
Na prvý pohled rozdělovacím znakem obou skupin[ujasnit] opic je vzhled jejich obličeje. Ploskonosé mají široký obličej a nozdry nosu směřují do stran, úzkonosé mají užší obličej a nozdry směřují dopředu. Všechny opice mají více méně oddělený palec s nehty, jejich končetiny jsou schopny uchopit předmět.
Jsou opice, které mají dlouhý, krásný hustý ocas (chvostanovití) nebo naopak ocas chápavý, za který se dokonce mohou i pověsit a používají ho jako pátou končetinu (chápanovití), nebo nemají ocas vůbec (gibonovití). Opice se po větvích se pohybují po čtyřech končetinách a většinou dobře skáčou, až na ty nejtěžší. Gorila a orangutan jen ručkují v závěsu a paviáni po stromech jen popolézají. Speciálním způsobem se pohybují gibonovití, tzv. brachiaci, kdy v závěsu za přední končetiny se švihem dostávají na další větev (až na vzdálenost 10 m) a zadní končetiny používají k řízení skoku. Po zemi se opice pohybují po čtyřech končetinách, až na gibony, ti běhají po zadních polovzpřímeně a předními udržují rovnováhu, shodně chodí i po hrubých větvích stromů.
U opic se také vyskytují různorodé způsoby soužití, nikdy však dospělí samci nebo samice nežijí dlouhodobě samotářsky. Některé druhy jsou monogamní (např. gibonovití), kde samec žije se samicí a mláďaty. Většina je však polygamních, ti žijí v tlupách s různým počtem samců a samic. U některých jsou jednotlivé tlupy jen volná seskupení, jedinci přecházejí z jedné do druhé (šimpanz). Některé jsou přísně teritoriální a hlídají si svá území, u jiných zase žije v těsné blízkosti více skupin. Šimpanzi dokáží, stejně jako lidé, lovit menší opice.
Mezi sebou komunikují jak hlasem, tak i vzájemnými doteky, rituálním chováním a očicháváním. Nejbohatší hlasové projevy mají kočkodanovití, kteří si dokáží navzájem sdělit, jaký druh nebezpečí hrozí. Nejsilnější hlasové projevy zase mají vřešťani, které lze slyšet i na vzdálenost 5 km. Rozmnožování a doba březosti závisí na druhu, mnohdy se samice páří s více samci. Žádné narozené mládě není soběstačné, o každé se musí matka dlouhodobě starat, mnohdy jsou nápomocní jiní členové skupiny.

## Taxonomie
Rozdělení podřádu vyšších primátů na infrařád nártounů a infrařád opic vyplynulo z moderní kladistické klasifikace, kdy se zařazení jednotlivých živočichů do skupin neřídí vzhledem nebo způsobem života, ale děje se na základě genetických poznatků, kdy se zohledňuje vzájemná příbuznost předků.
Infrařád žijících opic – dříve Anthropoidea, je monofyleticky rozdělen do dvou skupin:
- ploskonosí (Platyrrhini) – opice Nového světa,
- úzkonosí (Catarrhini) – opice Starého světa.

Úplné členění infrařádu opic:
```
       
Opice 
(Simiiformes)
            │
            ├── skupina 
ploskonosí
 (Platyrrhini)
            │     ├── čeleď 
malpovití
 (Cebidae)
            │     ├── čeleď 
chápanovití
 (Atelidae)
            │     ├── čeleď 
kosmanovití
 (Callitrichidae)
            │     ├── čeleď 
mirikinovití
 (Aotidae)
            │     └── čeleď 
chvostanovití
 (Pitheciidae)
            └── skupina 
úzkonosí
 (Catarrhini)
                  ├── nadčeleď 
kočkodani
 (Cercopithecoidea)
                  │     └── čeleď 
kočkodanovití
 (Cercopithecidae)
                  └── nadčeleď 
hominoidi
 (Hominoidea)
                        ├── čeleď 
gibonovití
 (Hylobatidae)
                        └── čeleď 
hominidi
 (Hominidae)
```

Poznámka: Někdy je pro zařazení ploskonosých a úzkonosých používán taxon parvorder nebo falanx, zde je použito české pojmenování oddělení.